# Бондар Вадим Дмитрович
Вади́м Дми́трович Бо́ндар — полковник Збройних сил України, учасник російсько-української війни.

## З життєпису
Станом на березень 2017-го — начальник служби, Харківський національний університет Повітряних Сил імені Івана Кожедуба.

## Нагороди
15 липня 2014 року — за особисту мужність і героїзм, виявлені у захисті державного суверенітету та територіальної цілісності України, вірність військовій присязі під час російсько-української війни, відзначений — нагороджений орденом Богдана Хмельницького III ступеня.